# Z (Zweiのアルバム)
『Z』（ゼータ）は、Zweiの2枚目のアルバム。

## 解説
- プロデューサーにNICK WOOD、RYUTA KINOSHITA、作家に大島こうすけを迎えた初のアルバム。
- バップからのリリースは本作が最後となった。
- 本作のリリース後、2度のレーベル移籍を経て、3rdアルバム「Re:Set」が発売されるまで、約7年4ヶ月もブランクを要する事になった。

## 曲名
1. FAKE FACE
作詞：前田たかひろ　作曲・編曲：大島こうすけ
TBS系『CDTV』エンディングテーマ
2. Dragon
作詞：佐々木美和・RYUTA KINOSHITA　作曲：大島こうすけ　編曲：大島こうすけ・木下竜太
中京テレビ制作・日本テレビ系『サルヂエ』エンディングテーマ
3. BUBBLEGUM DREAM
作詞：佐々木美和　作曲・編曲：大島こうすけ
4. DENNY
作詞:西田旭人・吉末拓史　作曲・編曲:大島こうすけ
MUSIC UP's：POsCAM OFFICIAL ARTIST 採用曲
5. ICE BREAKER
作詞：佐々木美和・NICK SOUTER・NICK WOOD　作曲：NICK WOOD・SIMON LE BON　編曲：NICK WOOD・CHRIS CORNER
6. 太陽がみてる場所 
作詞：NICK SOUTER・高柳恋　作曲：NICK WOOD　編曲：NICK WOOD・MICHAEL BECKER
中京テレビ制作・日本テレビ系『女優魂』8月度エンディングテーマ
7. 光
作詞：佐々木美和　作曲：NICK WOOD　編曲：NICK WOOD・CHRIS CORNER
日本テレビ系『(秘)ひらめ筋』エンディングテーマ
8. TRICK KIDS
作曲・編曲：KEMMEI ADACHI
9. 罪と罰
作詞：佐々木美和・Prayer's soul　作曲：吉末拓史　編曲：大島こうすけ・Prayer's soul
10. 白い街
作詞：園田凌士　作曲・編曲：大島こうすけ
「さっぽろホワイトイルミネーション」イメージソング
11. ∞〜infinity〜 
作詞： 園田凌士・RYUTA KINOSHITA　作曲・編曲 大島こうすけ
  - ベース担当のMeguが、ピアノを演奏している。

## 評価
CDジャーナルによると、「Ayumuのパワフルな歌声を武器にしたロック・フィールあふれる曲からバラードまで、ポップ・センス抜群の極上J-POPナンバーが並んでおり、32ページの豪華ブックレットもファンにはたまらない。」と評している。